# Regiebuch
In einem Regiebuch sind die äußerlichen Vorgänge einer Theateraufführung (meist Schauspiel oder Oper) eingezeichnet, also Auftritte und Abgänge von Figuren, Stellungen der Figuren, Position der Requisiten, Einsätze für Beleuchtungsänderungen, Verwandlungen, Bühnenmusik und Bühnentechnik. Das Regiebuch wird von den Regieassistenten geführt und dient ihnen als Gedächtnisstütze während der Proben, zur Betreuung einer Aufführungsserie, für Umbesetzungen und Wiederaufnahmen.
Ein Regiebuch enthält den gedruckten oder vervielfältigten Text des Bühnenstücks (im Musiktheater den Klavierauszug), der sich jeweils auf der linken Seite befindet („durchschossenes Exemplar“). Die rechte unbedruckte Seite dient den Anweisungen für Licht, Ton und Regie; ein separates weißes Blatt pro Szene den handschriftlichen Eintragungen und Skizzen während der Proben.
Im 19. Jahrhundert wurden Regiebücher auch gedruckt, um den kleineren Theatern ein möglichst genaues Nachstellen der Uraufführung zu ermöglichen. Dies ist heute nur noch beim Musical üblich.